# دون كينيون
دون كينيون (15 مايو 1924 في المملكة المتحدة - 12 نوفمبر 1996 بورسستر في المملكة المتحدة) (بالإنجليزية: Don Kenyon)‏ هو لاعب كريكت بريطاني (وحمل سابقاً جنسية المملكة المتحدة لبريطانيا العظمى وأيرلندا). شارك مع منتخب إنجلترا للكريكت.

## وصلات خارجية
- دون كينيون على موقع إي آس بي آن كريك إنفو (الإنجليزية)